# Caratzitumbio
Caratzitumbio är en ort i Mexiko.   Den ligger i kommunen Salvador Escalante och delstaten Michoacán de Ocampo, i den södra delen av landet, 270 km väster om huvudstaden Mexico City. Caratzitumbio ligger 2 047 meter över havet och antalet invånare är 123.
Terrängen runt Caratzitumbio är lite bergig. Runt Caratzitumbio är det ganska glesbefolkat, med 48 invånare per kvadratkilometer. Närmaste större samhälle är Ario de Rosales, 14,1 km söder om Caratzitumbio. I omgivningarna runt Caratzitumbio växer huvudsakligen savannskog.